# 粥

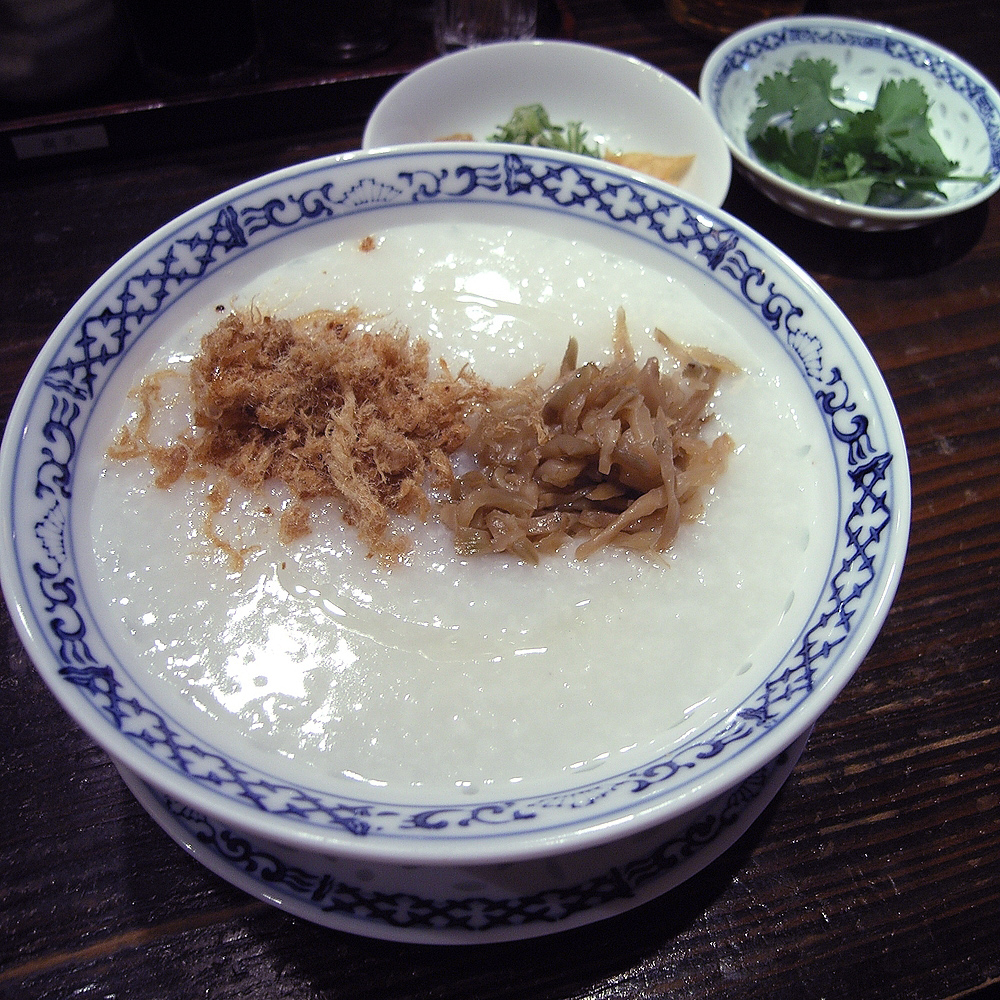
粥

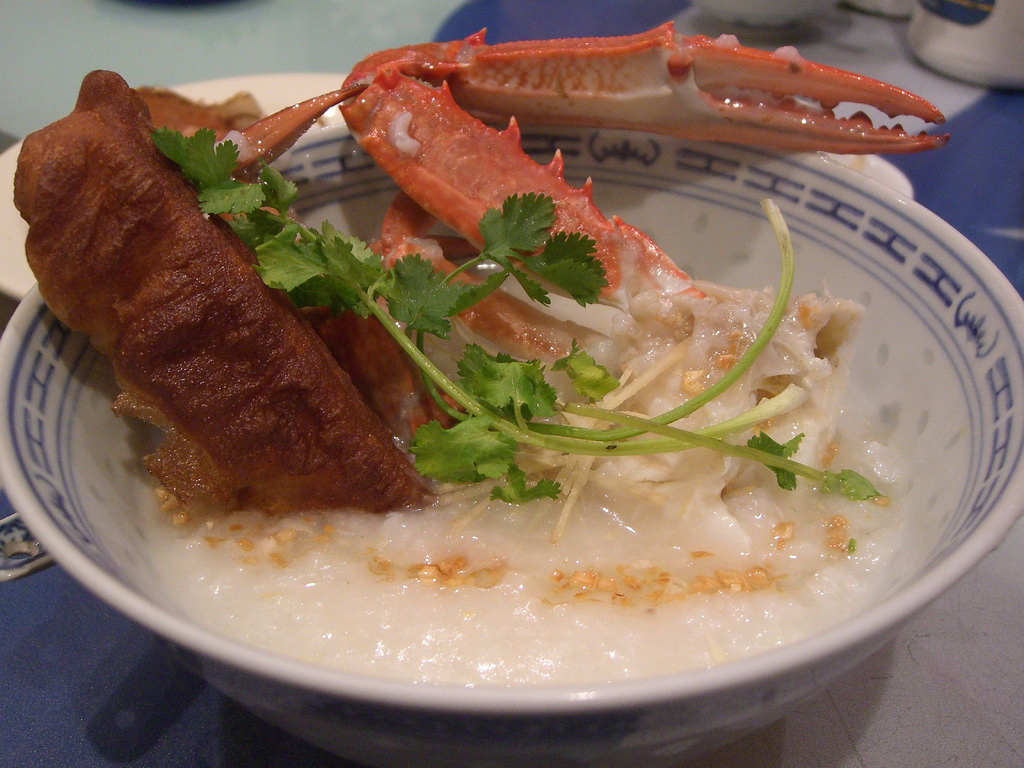
狀元粥

粥（又稱糜、稀飯），是一種用稻米、小米或玉米等糧食煮成的稠糊的食物。不同地方的粥有不同的濃度，而不同地方對其他地方的粥也有不同的別稱。其他常見別名：撩命汤、黏粥等。由於可以按個人喜好加入不同的食材，粥的款式可以有很多變化，例如豬紅粥、菜乾粥等。
唐代杨晔《膳夫经手录》记载用茶叶煮的粥稱為“茗粥”。唐代詩人储光羲有詩《吃茗粥作》。
在中国地區，粥因其容易消化而被視為特別適合生病時食用，而在粥中打入雞蛋亦能為病人增添體力。

## 歷史

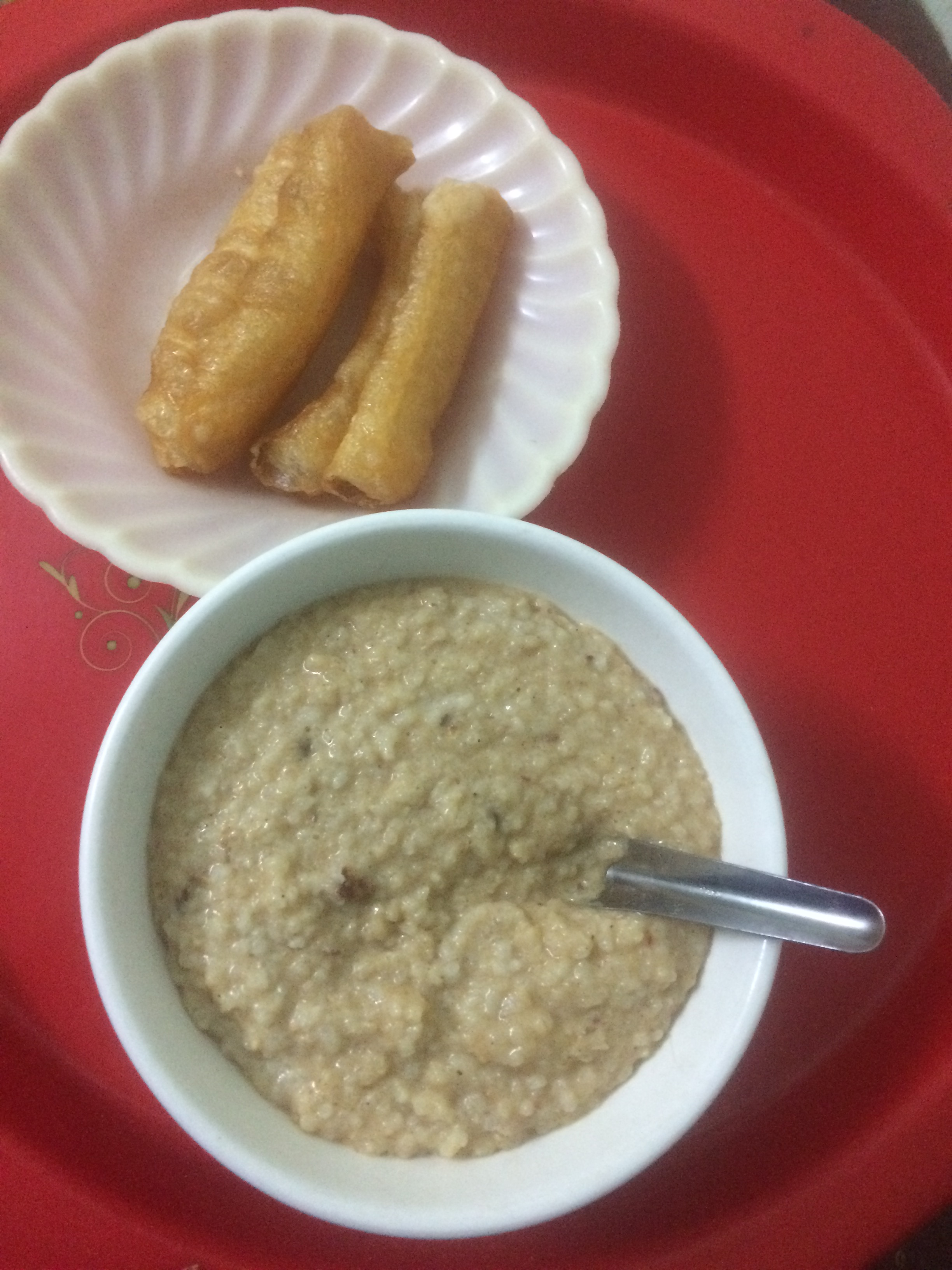
油条和鱼粥

《礼记·月令》記載“养衰老，授几杖，行糜粥”。《史記‧扁鵲倉公列傳》載西漢名醫淳于意用火齊粥治癒齊王的病。袁枚《随园食单》記載：“見水不見米，非粥也；見米不見水，非粥也。必使水米融洽，柔膩如一，而後謂之粥。”清代学者黄云鹄著《广粥谱》一书，载粥方247个，这可能是中國最早有关粥的专著。
食粥在中國有數千年的歷史，是中國一種獨特的傳統飲食方法。
粥，俗稱稀飯。古時也有稱為「糜」的。
西汉末，戴德作品夏小正中记有“初俊羔助厥母粥”的养生方法，晋孔晁注《周書》有「黃帝始烹穀為粥」之說。
古時凡粳、粟、粱、黍、麥等皆可為粥，現今一般均以粳米、粟米（小米）、糯米熬粥。
粥不僅是聊以充飢之品，早在先秦時期已被用來治療疾病。
漢代醫聖張仲景於用藥治病之外也很重視粥的運用。
如：《傷寒論》桂枝湯：「服已須臾，啜熱稀粥一升餘，以助藥力。」
《金匱要略》用栝蔞桂枝湯治痙：「微取汗，汗不出，食傾啜熱粥發」，是用粥以發汗者。
《本草經疏》說粳米是「五穀之長，人相須以為命者也」。
蘇東坡亦有〈書帖〉說：「夜飢甚，吳子野勸食白粥，云能推陳致新，利膈益胃。粥既快美，粥後一覺，妙不可言。」

## 種類

### 廣東粥
廣東人把粥煮爛，使粥變得綿滑，部分人會在白粥中加入適量去殼去芯的白果，以增加清香口感，亦容易消化。
廣東粥有時不加配料，稱為「白粥」，或只加少量陳皮、白果及腐竹，亦有加入極少量鹼水使之更綿滑。以鹽佐食；亦有配以乾瑤柱絲的瑤柱白粥，以增添香味。白粥配油條是廣東常見的早餐。
廣東粥一般可分為「老火粥」及「生滾粥」，老火粥是先煮白粥，當米煮開後，便將已切片或切塊的肉類放入滾騰的粥內同煮，直至肉類食材的味道融入白粥當中，如同煲老火湯，肉類會因為長時間加熱而常被煮得較爛，所以喝粥水已能感受食材的味道。
廣東和香港的另一種粥品是「生滾粥」，生滾粥是盡量縮短肉類食材受熱的時間，避免肉類因長時間烹煮而變得粗糙，以保持肉類原有的嫰滑口感。生滾粥的做法是從一大鍋粥裏，搯出約一至兩碗份量的粥到另一個較細小的鍋子加熱，然後加入肉類、海鮮或動物内臟等新鮮食材，煮至肉類剛剛熟就立即停止加熱，以保持肉類的鮮嫩香滑。與老火粥的不同之處是生滾粥較強調突出肉類食材本身的味道，盡量保留新鮮肉食的原汁原味，肉類食材在一碗粥中所佔的分量也較多。常見的生滾粥有鯇魚片粥、魚雲粥、水蟹粥和及第粥等，還可因應個人需要加入薑絲、葱絲、豉油和胡椒粉等配料調味。為免肉類被煮得過熟影響口感，過往有部分粥店會把生的肉類，如牛肉、鯇魚或豬肝等切成薄片並放入碗內，然後將滾騰的白粥倒入碗中，利用滾粥的熱力將碗內的食材燙熟，再原碗送到桌上供客人食用，雖然這個方法不易令材料過熟，可保留食材的原汁原味，但另一方面，也難以確保全部食材都能夠被熱粥燙熟，易有衛生風險，如感染肝炎及寄生蟲等問題。台灣所稱廣東粥即為生滾粥。
廣東人在食粥時，亦常加上切段的油炸鬼，剛炸脆的油條浸入粥內，輕微軟化時鬆脆美味，口感獨特。外加皮蛋切件、葱花和白胡椒粉也是常見的吃法。
廣東粥的種類：
- 艇仔粥
據說起源自以前廣州荔灣的水上小販，撐著艇仔（小艇）賣的粥，稱為“荔灣艇仔粥”。內有牛肉拌炸米粉絲碎、炸花生、魷魚絲或魷魚鬚、及豬皮絲等。1970年代在廣州人民南南方大廈對出珠江邊，仍然有艇仔粥吃。
- 及第粥
據說以前有一書生落難，得人施捨一碗粥，內放有各式内臟等廚房雜碎。後書生高中狀元及第，故以及第命名此粥。原料包括肉丸，豬粉腸，豬潤與豬腰。
- 豬紅粥
以豬紅塊加進粥裏煮成。
- 皮蛋瘦肉粥
在大多數廣東粥店中常有的粥品，而多特別加入芫荽，被稱為下火粥。
- 鯇魚片粥
簡稱「魚片粥」，在廣東生滾粥中頗具盛名，除廚師以生滾方式煮成之外，也有人要求把鯇魚肉切成雙飛薄片（兩薄片中間輕微連在一起像蝴蝶似的）另外碟上，自行放進特別加熱的滾粥中，自己掌控生熟程度，再加進大量的薑絲、葱絲和少許白胡椒粉，然後進食。
- 魚雲粥
用大頭魚的頭所煮的生滾粥，以大頭魚魚頭內獨有的軟糯香滑的魚雲而著名。
- 蠔豉皮蛋髮菜粥
蠔豉、皮蛋和髮菜加進粥中煮成。
- 白果薏米粥
可袪積
- 綠豆粥
可解暑
- 茅根竹蔗粥
可沖熱
- 赤豆茯苓粥
以赤小豆、土茯苓、生薏米、白扁豆、木棉花與大米同煮，可去濕
- 黃花魚粥
- 老冬瓜荷葉粥
- 米砂粥
- 熟米粥
- 爽米粥
- 金銀鴨粥
- 芥菜鹹排骨粥
- 柴魚花生豬骨粥
- 田雞粥
- 鹹雞粥
- 滑雞粥
- 鮮牛肉粥（以牛肉薄片作料有別於碎牛肉粥）
- 雞腸粥、豬生腸粥、豬粉腸粥
- 蝦球粥
- 黃鱔粥
- 水蟹粥
- 水蛇粥
- 菜乾鹹排骨粥
- 海鮮粥
- 泥鯭粥
- 燕窩粥
- 牛鞭（陽具）粥
- 牛荔枝（睪丸）粥

#### 潮汕粥

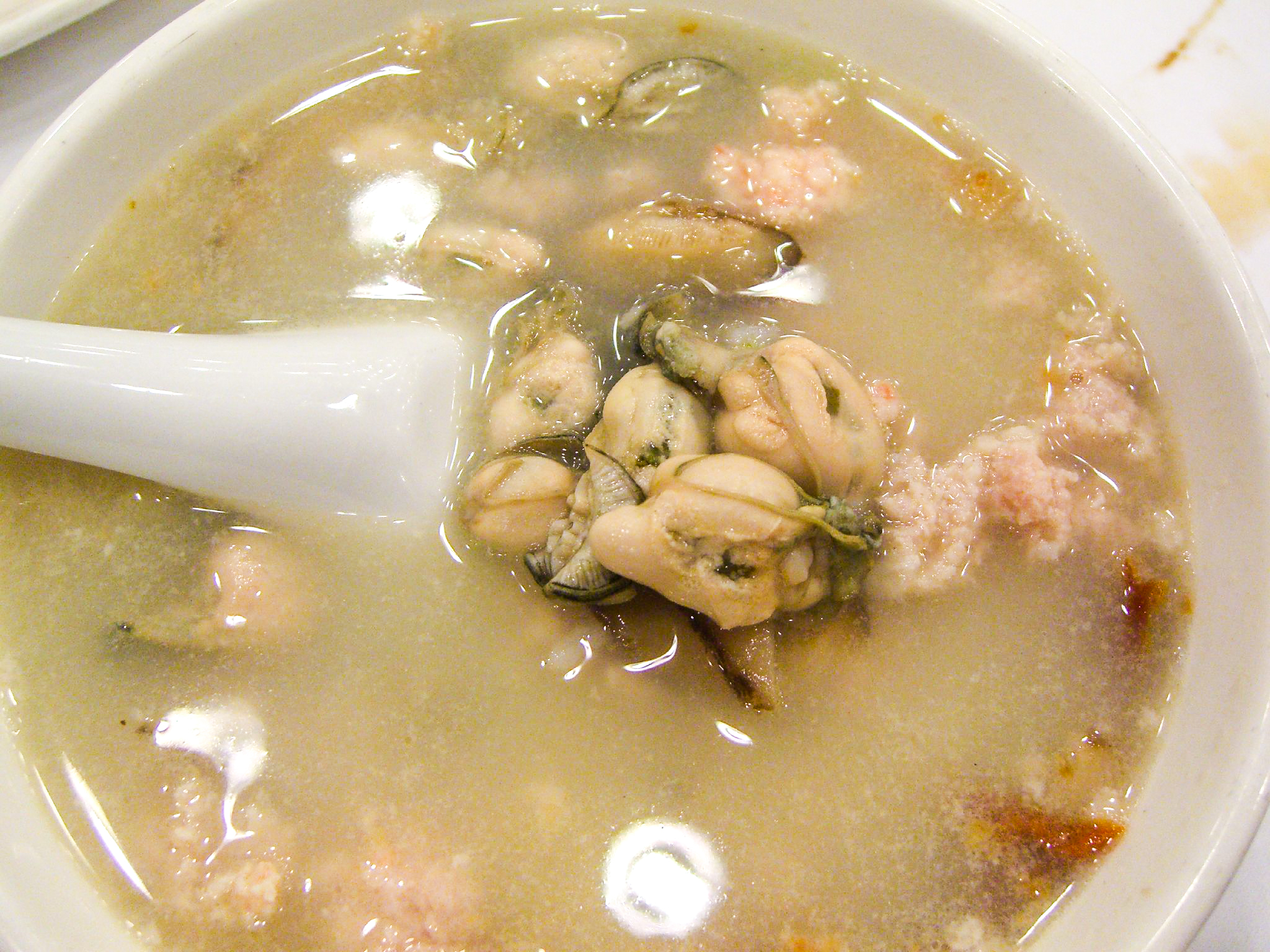
蠔仔糜

潮汕話稱粥為「糜」（潮州白話字：Mûe，潮语拼音：/muê5/；国际音标：mũẽ55），早餐吃粥為「早糜」，宵夜吃粥為「夜糜」，潮式筳席亦以白糜為「單尾」以解膩（音译，吃完大餐最后喝点粥的意思），潮汕有吃冷白粥的習慣。潮汕人會直接提起粥碗，以口啜喝熱氣騰騰的粥水。潮汕粥主要有二種煮法，白粥和泡飯粥：
- 白粥
也稱糜，由米和水煮成，使用較黏的米，如珍珠米、蓬萊米、東北大米等。一般水滾才加米煮至米爆開後熄火以餘溫再煮，主要不使米煮至溶化，以及靜置至水米分離。食時佐以雜鹹或煎魚或魚飯等，冷吃則稱為「㵾糜」（“㵾”字潮汕话意思是凉的、冷的）。加入芋頭、番薯同煮稱為芋頭糜、番薯糜等。
- 泡飯粥
也稱泡糜，由白米飯和水或湯煮成，將白米飯加進水或湯煮沸則成，稠的泡飯粥通常佐以鹹雜、小菜，稀的泡飯粥會加入配料同煮，如蠔仔肉碎粥、鯧魚粥等，有配料的泡糜稱為「香糜」。
  - 蠔仔肉碎粥
蠔仔即珠蠔，在粥內放入豬絞肉、冬菇絲煮熟，加入珠蠔肉、芹菜、冬菜稍煮，上桌前加入炸過的大地魚丁，吃時配以胡椒粉。
  - 黃花魚粥
粥底加入黃花魚、肉茸、魷魚、蝦米、冬菜、葱粒、芫荽等。

### 福建粥
福建粥亦稱為「糜」（閩語拼音：/bai1/；国际音标：maːi˦˦），一般用水較少，有時甚至不用湯匙，可單以筷子食用。
福建白粥材料為白米和清水，著重米香和外觀，不把米煮爛，不過分攪拌以免破壞米粒的形狀，食時佐以菜脯、炒花生、肉鬆、小魚乾、煎雞蛋或蚵仔煎等等。
福建鹹粥又稱鹹糜，就是加入了其他材料的粥，粥身比福建白粥稀，材料隨個人喜好，例如青菜、香菇、魚和瘦肉等等，通常會用醬油調味，因此稱為「鹹糜」，顏色多為淡棕色，吃時加上蔥花、香菜等，佐以菜脯和炸花生，鹹糜容易食用，特別受兒童和老人歡迎。
由于早期福建閩南移民到台灣，故福建粥在台灣是相當普遍的早點、宵夜，吃法與福建類似，一般搭配蘿蔔乾、肉鬆、醬瓜、麵筋、花生、鹹蛋、魩仔魚、豆棗等，「糜」字在閩南語中有「bê、muê、muâi（台羅）」等唸法。

### 江南粥
江蘇、上海及浙江等地用稻米煮成濃稠的白粥，一般不加高湯、澆頭等。有時加入白糖煮制，稱爲“糖粥”或“甜粥”，秋季有冰糖蓮子粥，夏季有綠豆稀飯。
“泡飯”或“水泡飯”為蘇南、皖南、上海地區，用锅巴（吳語叫“飯糍”）煮成的稀飯，有獨特焦香，通常作為早餐，而江南人不把這種食品歸入“粥”的範疇。浙東地區（舊紹興、寧波兩府）民俗早餐不吃“泡飯”，只吃現煮的米飯或粥。

### 山東粥
绿豆，豌豆，黄豆混合高粱，所有五谷杂粮都可以用上的粥，见于山东。

#### 枣庄粥
在山东枣庄一带，用大米、小米等煮成的粥被称为稀饭，而“粥”专指当地特有的用大豆和小米做成的糊状早餐食物。大致做法是：大豆和小米浸泡数小时，然后用机器或石磨磨成浆，加水烧开后即成。

### 河南稀饭
信阳地区以外的河南人所指的稀饭，為面粉加水搅拌均匀成糊状后投沸腾的开水中并经过两到三次的沸腾再降温而煮成的很稀的似胶质的稀饭，气味清香，搅拌不充分时会有大小不一的疙瘩面团在稀饭里。河南稀饭有只配以水和面粉熬煮的，也有里面会加入绿豆花生等豆类一起熬煮的，还有在稀饭已经煮成，打入鸡蛋的。河南稀饭放置一段时间降温后会水面分离的情况出现，即稀饭上层会有一层薄薄的水层，水层下面为水面混合物，河南人称之为“澥”。

## 延伸阅读
[在维基数据编辑]
 《欽定古今圖書集成·經濟彙編·食貨典·粥部》，出自陈梦雷《古今圖書集成》